# Friedrich Sarre
Friedrich Sarre (* 22. Juni 1865 in Berlin; † 31. Mai 1945 in Potsdam-Neubabelsberg) war ein deutscher Kunsthistoriker, Orientarchäologe und Museumsleiter sowie ein bedeutender Sammler islamischer Kunst. Er gilt als Begründer der islamischen Archäologie und Kunstgeschichte in Deutschland. Sarre begründete die Islamische Abteilung der Königlichen/Staatlichen Museen zu Berlin (heute Museum für Islamische Kunst) und war von 1921 bis 1931 deren Direktor.

## Familie
Friedrich Sarre stammte aus einer Berliner Hugenottenfamilie. Sein Vater Theodor Sarre (1816-–1893) war ein erfolgreicher Unternehmer, der ab 1848 für Carl Justus Heckmann (1786–1878) arbeitete. 1853 heiratete er Heckmanns älteste Tochter Mathilde (1830–1879), die Mutter von Friedrich Sarre. Nach dem frühen Tod seiner Mutter wuchs er bei seiner Tante Maria Elisabeth Wentzel-Heckmann (1833–1914) auf. Im Jahr 1900 heiratete Sarre Maria Humann (1875–1970), die Tochter des Ausgräbers von Pergamon, Carl Humann (1839–1896). Sein Schwager war der Offizier und Verlagsleiter Hans Humann. Aus der Ehe gingen vier Kinder hervor: der Jurist Friedrich-Carl Sarre (1901–1968), die Bildhauerin Marie-Louise Sarre (1903–1999), der Mediziner Hans Joachim Sarre (1906–1996) sowie Irene Sarre (1910–2004), die mit dem Juristen Eduard Wätjen (1907–1994) verheiratet war.
Friedrich Sarre war aufgrund des Vermögens seiner Familie finanziell unabhängig.

## Leben und Wirken

### Frühe Jahre
Friedrich Sarre besuchte das Gymnasium zum Grauen Kloster und das Leibniz-Gymnasium in Berlin, wo er 1895 das Abitur ablegte. Anschließend studierte er Kunstgeschichte in Heidelberg, Berlin und Leipzig. In Leipzig wurde Anton Springer sein Lehrer, bei ihm wurde er 1890 mit einer Arbeit zur Kunstgeschichte von Mecklenburg in der Renaissance zum Dr. phil. promoviert. Von 1890 bis 1893 arbeitete Sarre als wissenschaftlicher Hilfsarbeiter bei den Berliner Museen, zunächst bei Julius Lessing am Kunstgewerbemuseum, dann bei Wilhelm von Bode an der Gemäldesammlung.

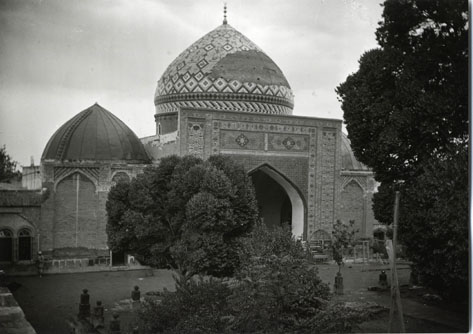
Gök Jami (Blaue Moschee) in Eriwan, eine Fotografie von Sarre aus dem Jahr 1897

Archäologische Studien erweckten sein Interesse und er begann früh zu reisen. In Smyrna begegnete er Carl Humann, der ihm empfahl, die großen Baudenkmäler des mittelalterlichen Anatoliens aufzusuchen, denen bis zu jener Zeit wenig Aufmerksamkeit geschenkt worden war. 1895 organisierte Sarre eine erste Reise nach Kleinasien (Phrygien, Lykien und Pisidien), 1896 folgte eine zweite längere nach Zentral-Kleinasien. Dabei stellte er fest, dass die dortigen Bauwerke eine genaue und akribische Bestandsaufnahme benötigten und er bereitete sich darauf vor, selbst der Fotograf zu sein, und zwar in einem Maße, das zu jener Zeit selten war. Es mag vergessen sein, dass man bis 1880 die Emulsionen für die Glas-Negative während der Reise selbst zubereiten musste. Und er nahm immer einen ausgebildeten und kompetenten Architekten mit auf seine Reisen. Das Ergebnis dieser Reisen nach Kleinasien, Persien und Turkestan sind die großen Arbeiten von einer Schönheit, die schwer zu übertreffen ist. Die Reisen in Persien wurden 1897/98 und Turkestan 1899/1900 durchgeführt. Dabei fertigte er Fotografien von heute hohem wissenschaftlichen Wert an.

### Tätigkeit an den Berliner Museen
Ab 1904 leitete Friedrich Sarre auf Bitten von Wilhelm von Bode ehrenamtlich die von diesem neu gegründete islamische Abteilung der Berliner Museen im Kaiser-Friedrich-Museum. 1921 wurde er beamteter Direktor der Abteilung und trat 1931 in den Ruhestand, sein Nachfolger wurde sein Mitarbeiter Ernst Kühnel.
Sarre stellte der islamischen Abteilung bei ihrer Gründung große Teile seiner eigenen Privatsammlung, über 600 Stücke, als Dauerleihgabe zur Verfügung, 1922 schenkte er dem Museum diese Stücke.
Für das Berliner Museum gelang Sarre der Erwerb zahlreicher bedeutender Kunstwerke. So erwarb er im Jahre 1912 das Aleppo-Zimmer. 1927 gelang in England der Erwerb des Mihrab aus Kaschan, einer Gebetsnische aus der iranischen Stadt Kaschan aus dem Jahre 1226.

### Sarre als Wissenschaftler
Als Fredrik Robert Martin 1905 die seldschukischen Teppiche in der Alaaddin-Moschee in Konya entdeckte, war dort der deutsche Vizekonsul Julius Löytved anwesend, der die Fotoaufnahmen und Aquarellzeichnungen, die auf Anordnung des Großveziers Ferid Pascha für Prinz Wilhelm von Schweden gemacht werden sollten, überwachte. Fredrik Robert Martin schreibt in seinem Buch, dass Löytved von diesen Kopien anfertigte und nach Berlin schickte. Sarre reproduzierte diese und veröffentlichte den Artikel Mittelalterliche Knüpfteppiche im Oktober 1907 in der österreichischen Zeitschrift Kunst und Kunsthandwerk, ohne diese gesehen zu haben. Dieser Artikel erregte großes Aufsehen. Erst ein Jahr später erschien das Buch von Fredrik Robert Martin über seine Entdeckung.

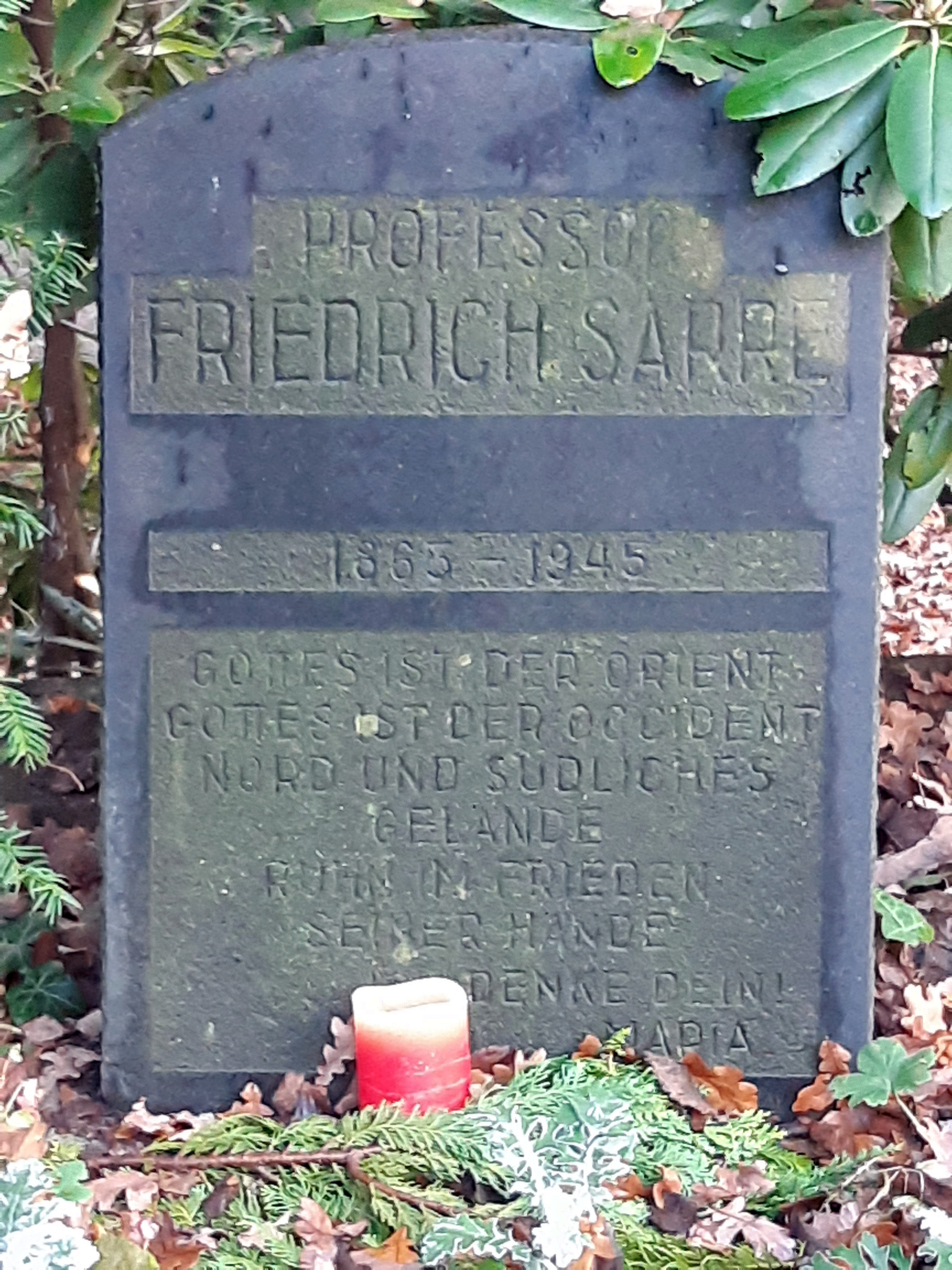
Grab auf dem Alten Friedhof Klein-Glienicke.

Sarre arbeitete mit zahlreichen anderen Gelehrten zusammen. Da Sarre selbst keine orientalischen Sprachen beherrschte, war für ihn die Zusammenarbeit etwa mit Orientalisten wie Max van Berchem (1863–1921), Martin Hartmann (1851–1918), Eugen Mittwoch (1876–1942), Bernhard Moritz (1859–1939) und Moritz Sobernheim (1872–1933) von großer Bedeutung.
Im Winter 1907/08 brachen Friedrich Sarre und der Archäologe Ernst Herzfeld, den er schon seit 1905 kannte, zu einer Reise in das Euphrat- und Tigrisgebiet auf, um einen geeigneten Platz für erste großflächige Ausgrabungen an einem Siedlungspunkt islamischer Zeit zu finden, und so diese Epoche neben den aufsehenerregenden laufenden altorientalischen Feldforschungen in Babylon und Assur als eigenständiges Wissenschaftsgebiet zu etablieren. Für die Umsetzung dieser ehrgeizigen Pläne wählten die beiden Wissenschaftler Samarra, die Hauptstadt der Abbasiden. 1911 bis 1913 fanden unter der Leitung von Herzfeld Grabungen in Samarra statt.

### Letzte Jahre und Tod
Auch nach seinem Ruhestand 1931 war er weiter wissenschaftlich tätig. Er starb 1945 und wurde auf dem Friedhof in Klein-Glienicke bestattet.

## Friedrich Sarre als Sammler

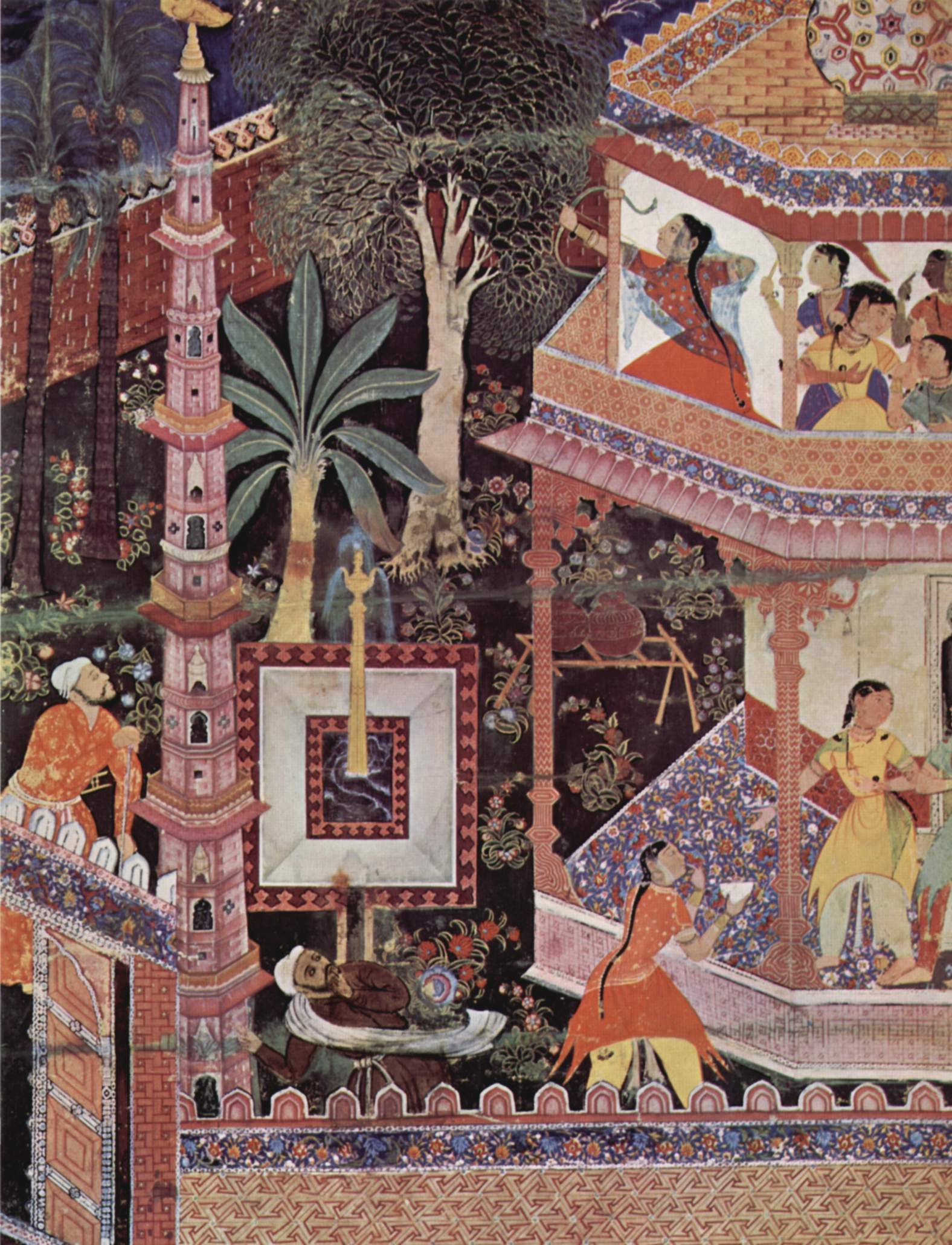
Hamza-Nâma-Handschrift, Mihrdukht schießt ihren Pfeil durch einen Ring. 1564–1579, aus der Sammlung Maria Sarre-Humann, Ascona

Friedrich Sarre begann zunächst auf seinen Reisen nach Kleinasien und Persien Objekte der islamischen Kunst zu erwerben, später kaufte er überwiegend im Kunsthandel. Die Sammlung umfasste alle Bereiche der islamischen Kunst, besonders reich war sie bei Teppichen und Manuskripten.
1899 stellte er seine gesammelten Kunstgegenstände erstmals im Kunstgewerbemuseum in Berlin aus, das im heutigen Martin-Gropius-Bau untergebracht war. Ebenso waren Stücke aus Sarres Sammlung bei den beiden großen Ausstellungen zur islamischen Kunst zu Beginn des 20. Jahrhunderts zu sehen, zunächst 1903 in der „Exposition des arts musulmans“ der Union centrale des arts décoratifs im Pavillon Marsan in Paris. Auch bei der 1910 von Sarre mit vorbereiteten Ausstellung „Ausstellung von Meisterwerken muhammedanischer Kunst“ in München war er mit zahlreichen Stücken aus seiner Sammlung vertreten. Eine weitere Ausstellung der Sammlung Sarre fand 1932 im Städelschen Kunstinstitut in Frankfurt statt.
1906 begann Sarre mit der Publikation eines Kataloges seiner Sammlung, von dem jedoch nur ein Band erschien.
Große Teile der Sammlung Sarre, über 600 Stücke, waren bereits seit der Gründung der islamischen Abteilung des Kaiser-Friedrich Museums 1904 dort als Dauerleihgabe ausgestellt; diese Stücke schenkte Sarre 1921 dem Museum.

## Villa Sarre

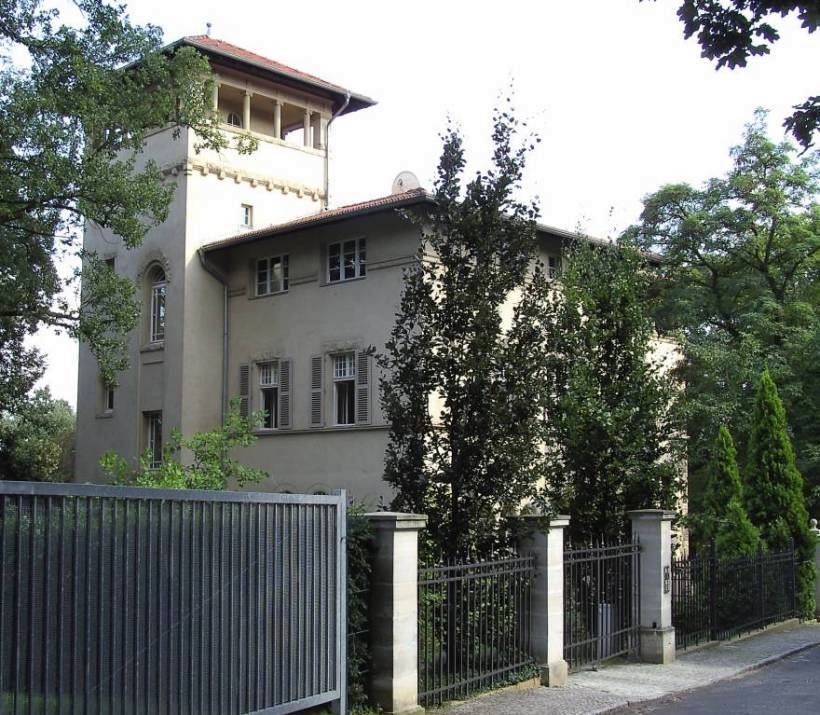
Die Villa Sarre, im Sommer 2007

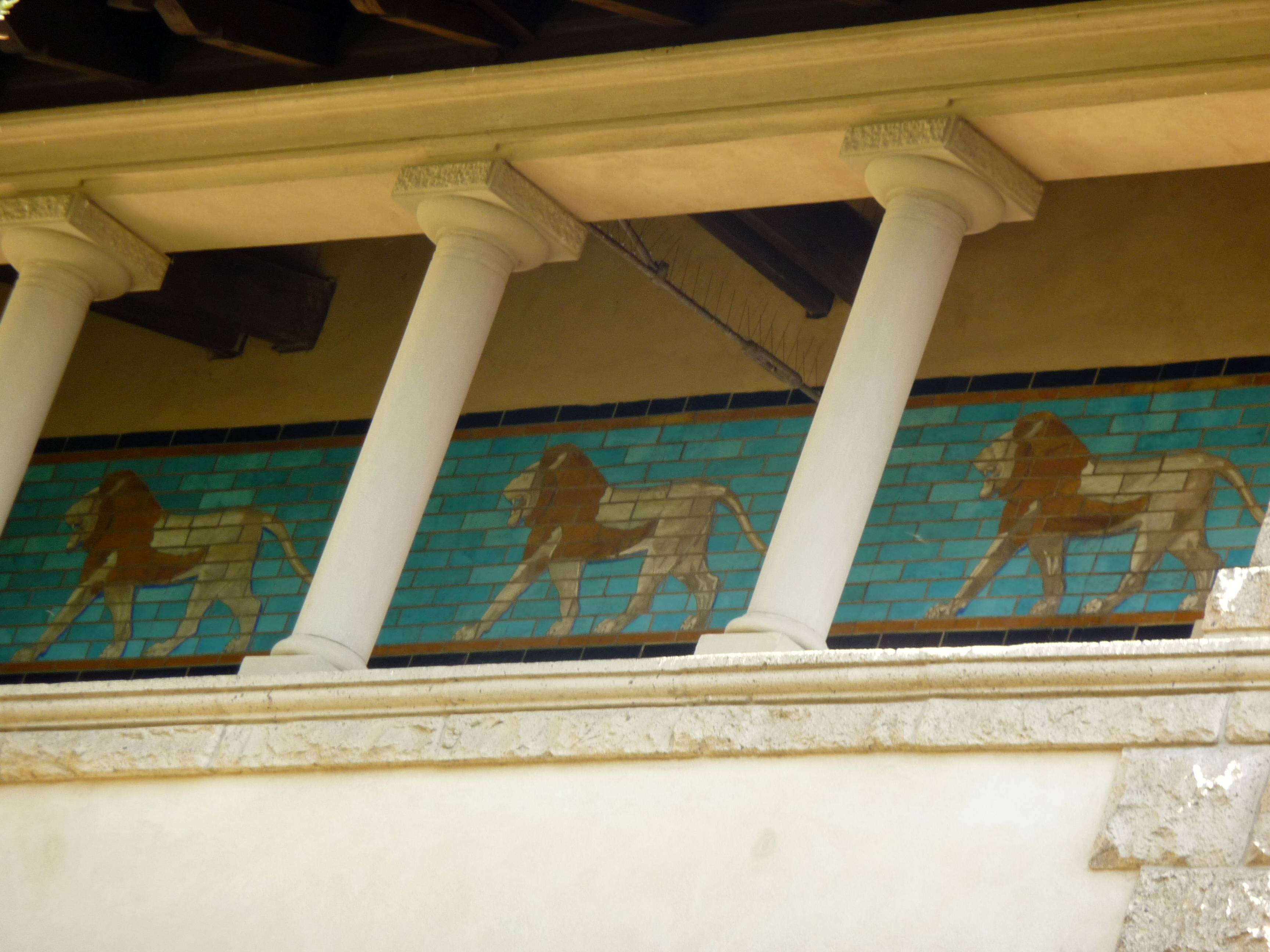
Detail der Villa: Der Löwenfries, im Sommer 2007

Nachdem erste Entwürfe für den Bau einer Villa durch Joseph Maria Olbrich nicht verwirklicht worden waren, ließ sich Friedrich Sarre 1906 durch den Architekten Otto Sior eine repräsentative Villa in der Villenkolonie Neubabelsberg (heute Potsdam-Babelsberg) (Bergstraße 6, heute Spitzweggasse 6) errichten, wo er bis zu seinem Tode lebte. Der obere Umgang des kleinen Turmes ist mit einem allseitig umlaufenden Fries aus farbigen Glasplatten dekoriert. Er zeigt nach links gewendete, schreitende Löwen und basiert auf der Rekonstruktionszeichnung von Walter Andrae eines Löwen von der Prozessionsstraße von Babylon. Am Haus ließ Sarre einige Antiken aus seiner Sammlung anbringen.
Das Haus wurde zu einem Treffpunkt der Berliner Oberschicht, zu der Sarre gehörte, so war er etwa auch Mitglied des sogenannten SeSiSo-Club. Von Ende 1918 bis Januar 1921 lebte in der Villa der mit Sarre befreundete osmanische Politiker Enver Pascha während seines Berliner Exils. Die in der Nähe gelegene Enver-Pascha-Brücke war nach ihm benannt. Wegen seiner Beteiligung am Genozid an den Armeniern ab 1915 wurde die Brücke 2023 umbenannt.
In der Villa verkehrten zahlreiche Freunde und Bekannte von Friedrich Sarre, so etwa Robert Koldewey, Wilhelm Reinhold Valentiner und Heinrich Wölfflin. Auch Adolf Hitler war hier einmal zum Tee geladen. Von 1940 bis 1944 war Helmuth James Graf von Moltke, Rechtsanwalt in der Kanzlei von Sarres Sohn Friedrich-Karl Sarre und seinem Schwiegersohn Eduard Wätjen, häufig zu Gast in der Villa Sarre.
Durch die Beziehungen von Wätjen konnte die Sammlung von Teppichen und Manuskripten aus dem Besitz von Friedrich Sarre 1944 in die Schweiz gebracht werden, wo die Witwe Maria Sarre sie im Oktober 1945 zurückerhielt.
Seine restliche Sammlung, seine Bibliothek, Fotografien, Tagebücher und wissenschaftlichen Papiere wurden zerstört, als nur wenige Tage nach seinem Tod am 4. Juni 1945 das Haus zur Vorbereitung der Potsdamer Konferenz geräumt wurde. Ab 1957 wurde die Villa von der Deutschen Hochschule für Filmkunst genutzt, 1977 wurde sie unter Denkmalschutz gestellt. Nach der Wende 1989 wurde die Villa an die Erben zurückgegeben und von diesen verkauft. 1995 wurde die Villa saniert, 2011/12 erneut saniert und dient heute als Wohnhaus.

## Ehrungen
1928 erhielt er von der Technischen Hochschule Dresden den Ehrendoktortitel (Dr.-Ing. E. h.)

## Veröffentlichungen (Auswahl)
- Die Berliner Goldschmiede-Zunft von ihrem Entstehen bis zum Jahre 1800. Ein Beitrag zur Kunst- und Gewerbe-Geschichte Berlins. Stargardt, Berlin 1895.
- Reise in Kleinasien. Sommer 1895. Forschungen zur seldjukischen Kunst und Geographie des Landes. Reimer, Berlin 1896.
- Transkaukasien – Persien – Mesopotamien – Transkaspien. Land und Leute. Reimer, Berlin 1899.
- Denkmäler persischer Baukunst. Geschichtliche Untersuchung und Aufnahme muhammedanischer Backsteinbauten in Vorderasien und Persien. 2 Bände. Wasmuth, Berlin 1901–1910.
- mit Ernst Herzfeld: Archäologische Reise im Euphrat- und Tigris-Gebiet (= Forschungen zur islamischen Kunst. Band 1, 1–4). 4 Bände. Reimer, Berlin 1911–1920.
- Konia. Seldschukische Baudenkmäler (= Denkmäler persischer Baukunst. Band 1). Unter Mitwirkung von Georg Krecker und Max Deri. Wasmuth, Berlin 1921 (Zuerst in Denkmäler persischer Baukunst 1910).
- Die Kunst des alten Persien (= Kunst des Ostens. Band 5, ZDB-ID 531920-1). Bruno Cassirer Verlag, Berlin 1922.
  - französisch L’art de la Perse ancienne. Éditions G. Crès & Cie, Paris 1921.
- Die Ergebnisse der Ausgrabungen von Samarra im Kaiser-Friedrich-Museum. G. Grote, Berlin 1922.
- Islamische Bucheinbände (= Buchkunst des Orients. Band 1). Scarabaeus-Verlag, Berlin 1923.
- mit Ernst Herzfeld: Die Keramik von Samarra (= Forschungen zur islamischen Kunst. Band 2: Die Ausgrabungen von Samarra. Band 2). Reimer, Berlin 1925.
- mit Ernst Herzfeld: Die Malereien von Samarra (= Forschungen zur islamischen Kunst. Band 2: Die Ausgrabungen von Samarra. Band 3). Reimer, Berlin 1927.
- Keramik und andere Kleinfunde der islamischen Zeit von Baalbek. W. de Gruyter, Berlin u. a. 1925 (Sonderabdruck aus Baalbeck. Ergebnisse der Ausgrabungen und Untersuchungen in den Jahren 1898 bis 1905. Band 3).
- mit Hermann Trenkwald: Altorientalische Teppiche. 2 Bände. Herausgegeben vom Österreichischen Museum für Kunst und Industrie. A. Schroll & Co., Wien 1926–1928.
- als Hrsg.: C. J. Lamm: Mittelalterliche Gläser und Steinschnittarbeiten aus dem Nahen Osten (= Forschungen zur islamischen Kunst. Band 5). Berlin 1929–1930.
- Der Kiosk von Konia. Verlag für Kunstwissenschaft, Berlin 1936.